# Galerie U lávky
Galerie U lávky, známá také pod názvem Galerie U zřícené lávky, je kulturní nekomerční zařízení na adrese Povltavská 21/42 v Praze-Troji v městské části Praha-Troja. Přibližně 6× ročně se zde pořádají výstavy umění.

## Historie
Budova, ve které je umístěna galerie, je bývalá budova školy, postavená v roce 1875 na území obce Troji. Ta fungovala do roku 1928, kdy byla v Troji postavená nová Čechova škola. Dnes, po rozsáhlé rekonstrukci, je zde umístěn Dům spokojeného stáří. Nápad, zřídit v nevyužitých přízemních prostorách galerii, pochází od tehdejšího starosty Oldřicha Adámka, kterému se se spolupracovníky nápad podařilo prosadit. Jako první výstava byla v říjnu 2001 instalována výstava fotografií Jaroslava Rajzíka, týkající se trojské krajinné lokality a panoramata Josefa Sudka. Tato výstava se stala impulsem k založení trvalé trojské galerie. Díky blízkosti Trojské lávky byla původně pojmenována Galerie U lávky. Po jejím zřícení roku 2017 získala jméno Galerie U zřícené lávky.

## Současnost
V komorním prostoru 50 m² se pravidelně uskutečňují výstavy na profesionální umělecké úrovni. Prostor zde dostávají známí umělci i studenti výtvarných škol. Výstavu zde měli např. Stanislav Holý, Václav Sivko, Jiří Sozanský, Jaroslava Pešicová, Boris Jirků, Helena Horálková, skupina grafiků sdružení Hollar a mnozí další. Kromě toho se stalo tradicí v prostorách galerie každoročně uspořádat přehlídku, věnovanou trojské urbanistice a architektuře, nazvanou Trojské plány. Specifickou atmosféru mívají zdejší vernisáže, často doprovázené hudbou, někdy tancem a zpěvem. Prostor provozně a režijně zajišťuje Městská část Troja, kurátorem galerie je akademický malíř a grafik Jan Kavan, od roku 2023 Ladislava Popovská.

## Galerie

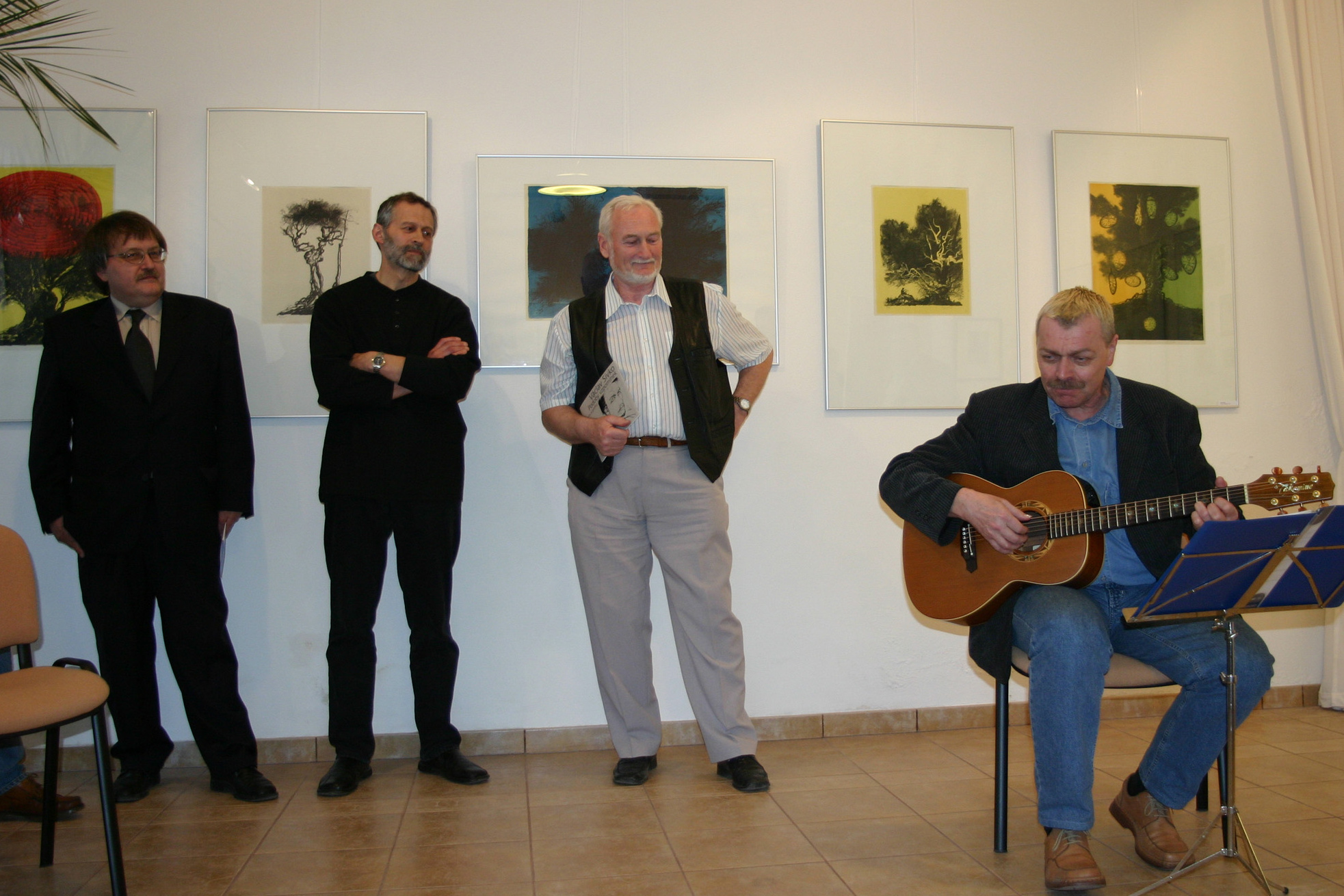
Malíř Václav Sivko – vernisáž
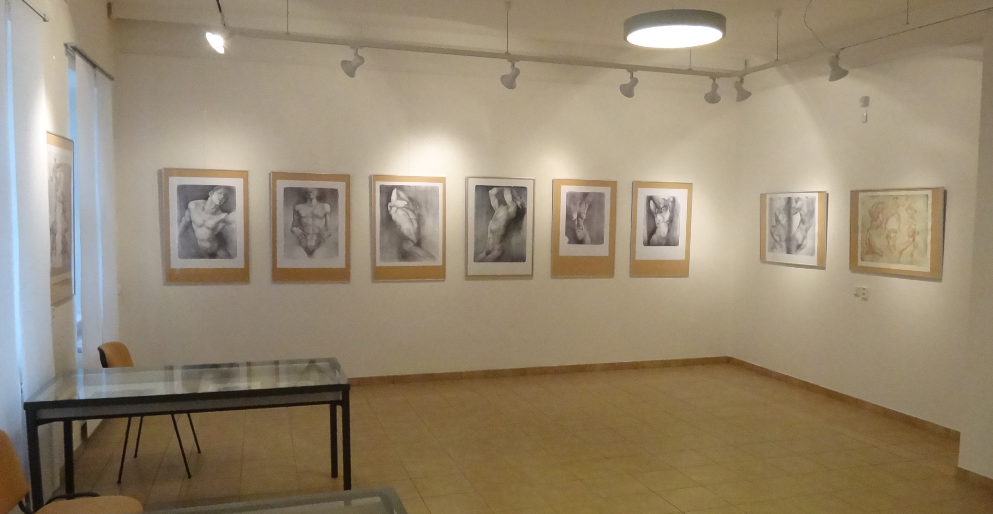
Výstava Oldřicha Kulhánka
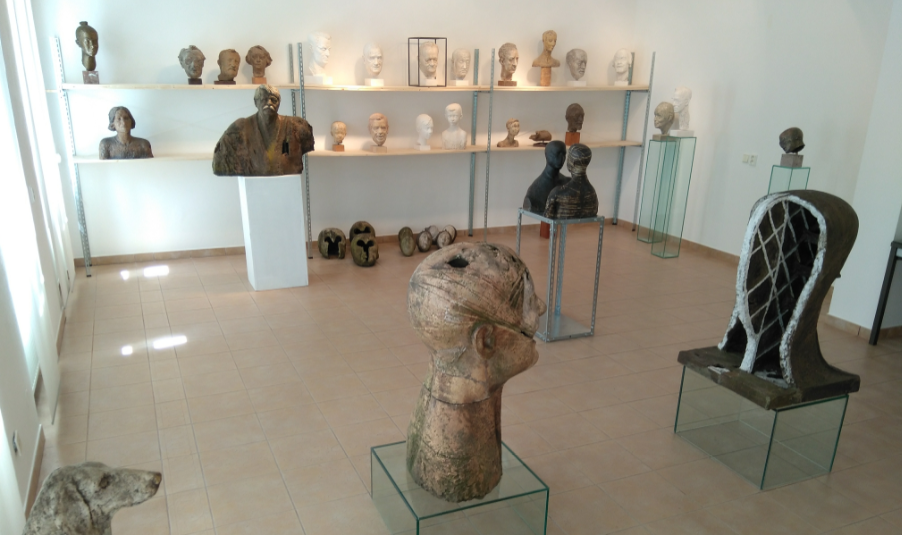
Výstava sochařky Stanislavy Kavanové
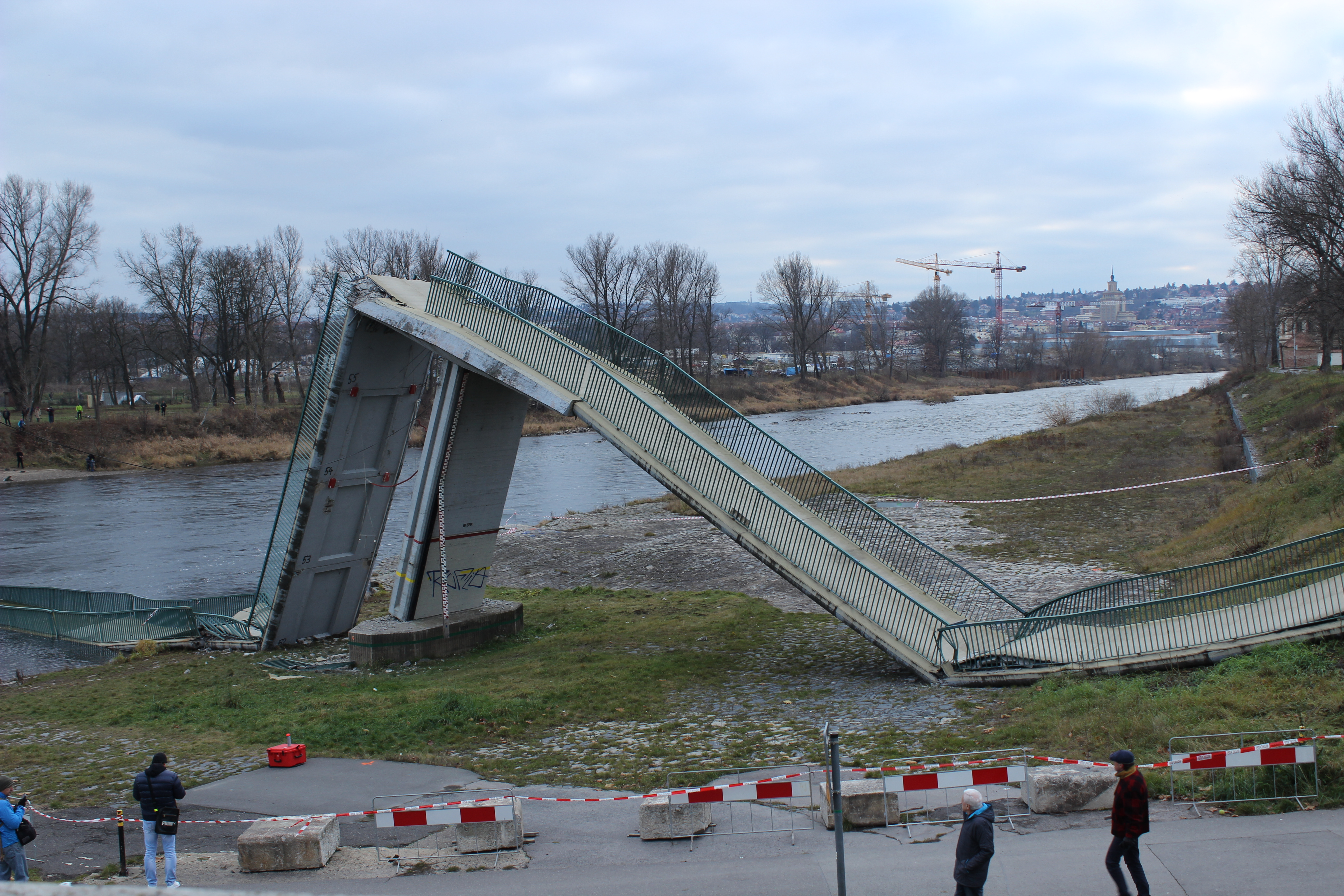
Zřícená Trojská lávka – prosinec 2017
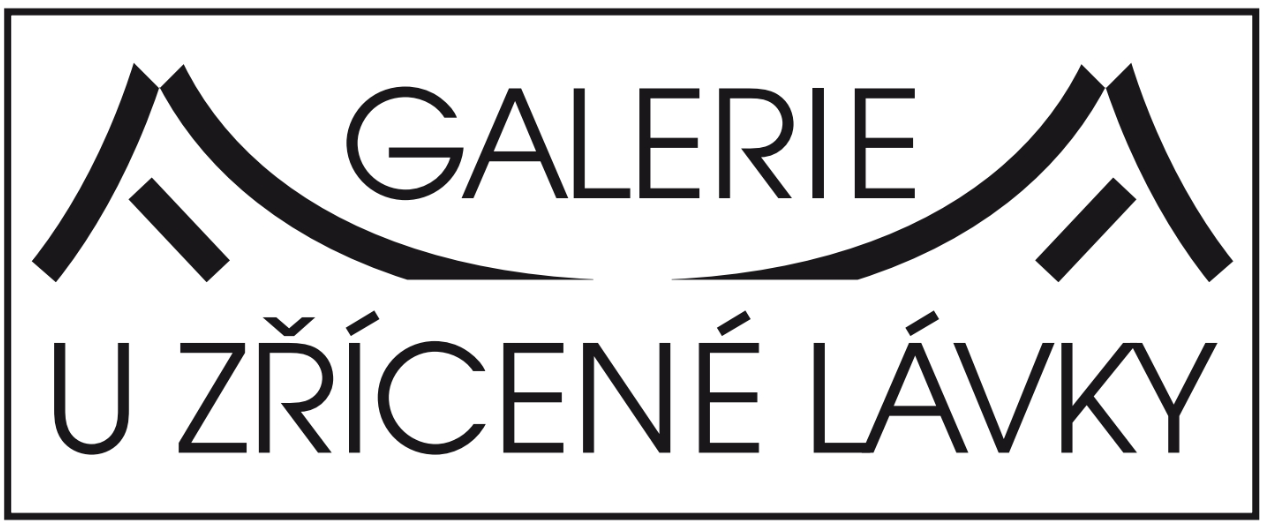
Logo galerie, užívané po zřícení Trojské lávky